# さがり (妖怪)

鳥取県境港市・水木しげるロードのさがりのブロンズ像

さがりは、岡山県邑久郡に伝わる妖怪。

## 概要
馬の首だけの姿をしており、路傍の古いエノキの木からぶら下がった状態で現れる。鳴き声をあげたりして、暗い夜道を歩いている人などを脅かすともいう。
熊本県でも同様の怪異があり、南ノ関町大字関下字迎町（現・玉名郡南関町）では旧道のはずれにある柿の木から、玉名村大字玉名字岡（現・玉名市玉名字岡）では榎の大樹(岡公民館(現在移転）辺りにあった榎だと思われる）から馬の首がぶら下がることがあり，これを目にした者は熱病を患ってしまうとして、人々から恐れられていたという。